# Ramsgate
Ramsgate est une ville et un civil parish anglais située sur la côte Nord-Est du comté de Kent.
Ramsgate, ville de 40 408 habitants (recensement 2011), offre aux nombreux touristes la douceur de son climat et la beauté de ses plages et de son port. Cargos, ferries et bateaux de pêche s'y côtoient et plus d'un million de voyageurs traversent la Manche chaque année. Le port de plaisance peut accueillir 500 yachts. Après l'Empire romain, les Vikings s'implantèrent à Ramsgate, qui devint alors l'un des « Cinq-Ports » établis par la couronne d'Angleterre pour la sécurité du royaume.
À partir du XVIIIe siècle, avec l'engouement pour les bains de mer, Ramsgate est une station balnéaire très réputée, d'autant plus à la mode que la reine Victoria, qui régna de 1837 à 1901, y séjourna fréquemment.
Au cours du XIXe siècle, son développement commercial nécessita une extension à l'intérieur des terres. De nos jours, Ramsgate est parmi les villes les plus attrayantes du Kent, verger de l'Angleterre.
Depuis 1979, la ville de Ramsgate est jumelée avec la ville de Conflans-Sainte-Honorine (France). Plus récemment, elle s'est également jumelée avec Chimay en Belgique.

## Personnalités
Au XIXe siècle, le philanthrope Sir Moses Montefiore (1784-1885), baronnet de l'île de Thanet, possédait la propriété d'East Cliff Lodge à Ramsgate, qu'il avait acquise en 1830 et où il vécut la dernière partie de sa vie. Dans cette ville, il a dirigé plusieurs organismes de bienfaisance, a fondé le Judith Montefiore Theological College et ajouté à la dotation de la bibliothèque de Ramsgate, qu'il avait créée à la mémoire de sa femme, Judith. Il est enterré auprès de son épouse, près de la synagogue qu'il avait fondée à Ramsgate en 1831 et dans le mausolée qu'il avait érigé - une reproduction de la tombe de Rachel en Israël.
Ramsgate est la ville natale du navigateur britannique John Marshall (1748-1819) ainsi que du philosophe et logicien Alfred North Whitehead (1861-1947).
L'acteur anglais John Le Mesurier (1912-1983) habitait et mourut à Ramsgate, et est enterré dans l'église paroissiale de Saint-Georges.
Le peintre Vincent Van Gogh (1853-1890) séjourna a Ramsgate en 1876.

## Notoriété
Dans Orgueil et Préjugés, son roman le plus connu, Jane Austen situe à Ramsgate la tentative de séduction de la jeune sœur de Mr Darcy par le charmant — et débauché – George Wickham.
C'est là aussi que se déroule l'action du film de Michel Lang À nous les petites Anglaises (sorti en 1976).

## Phare
Un phare, construit en 1843, est toujours en activité dans le port.

## Bateau viking
Le Hugin est le nom donné au bateau viking exposé à Pegwell Bay entre Ramsgate et Sandwich depuis 1949. C'est une réplique du bateau de Gokstad.

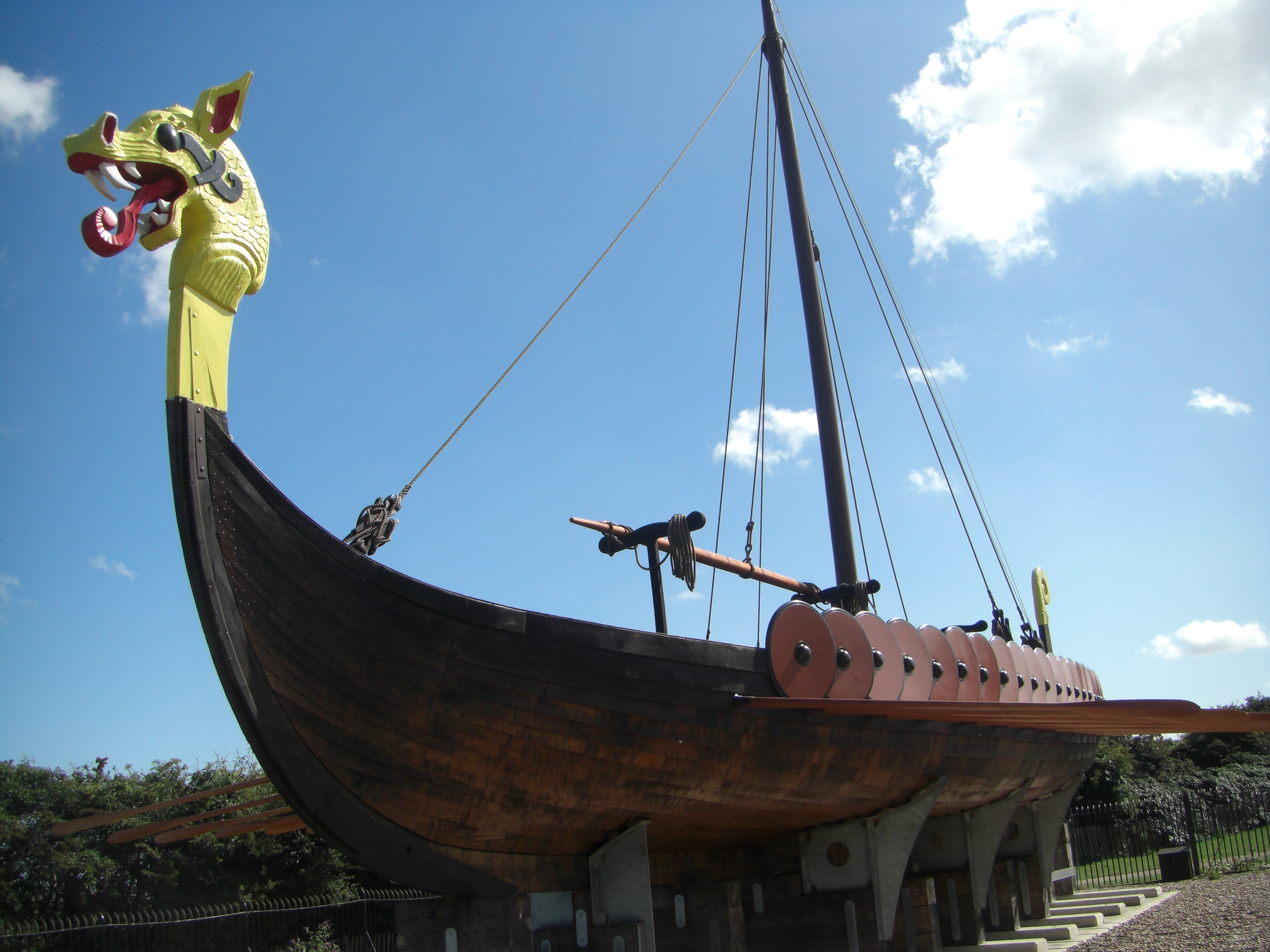
Le Hugin.
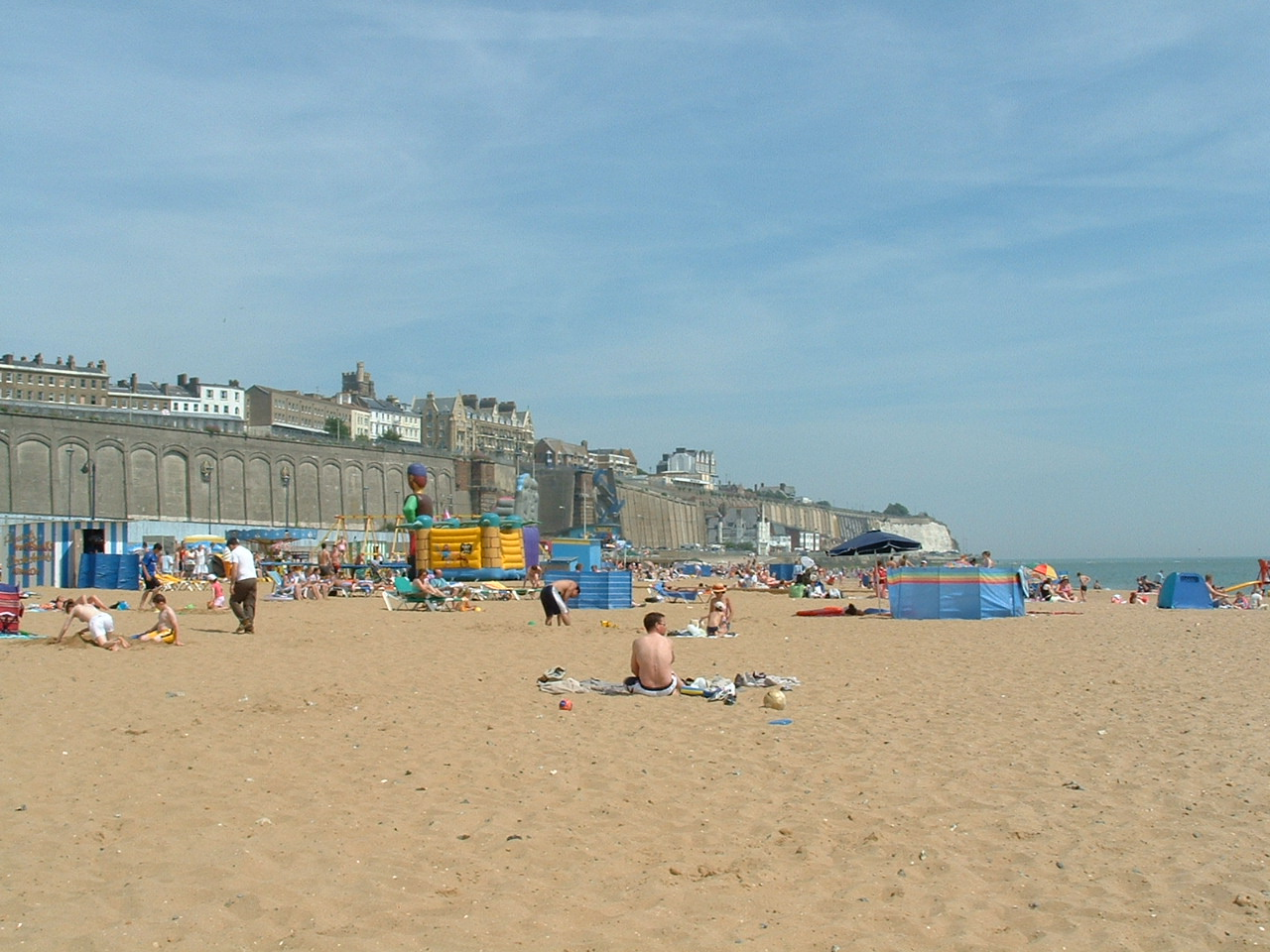
La plage à Ramsgate.
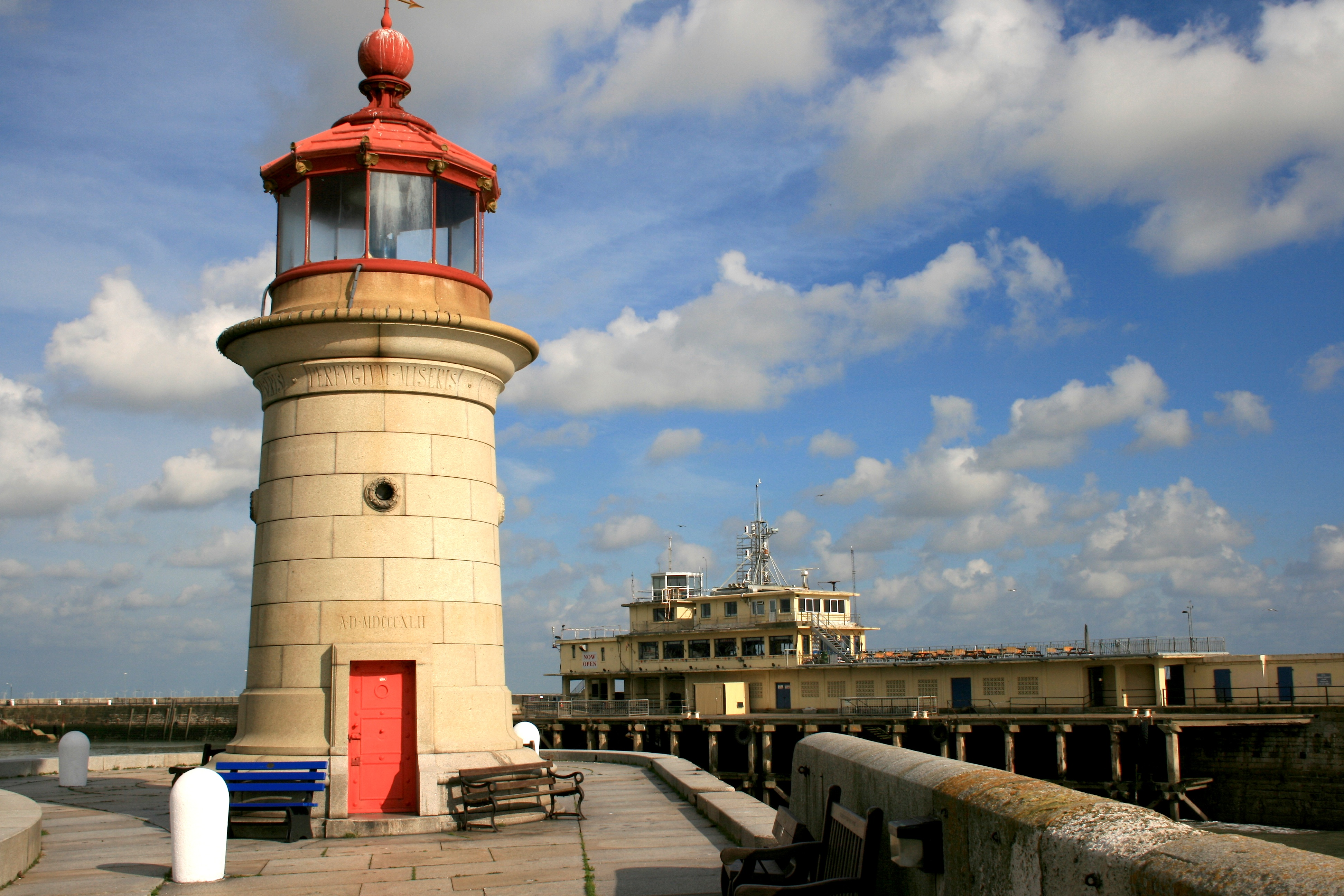
Le phare du port.
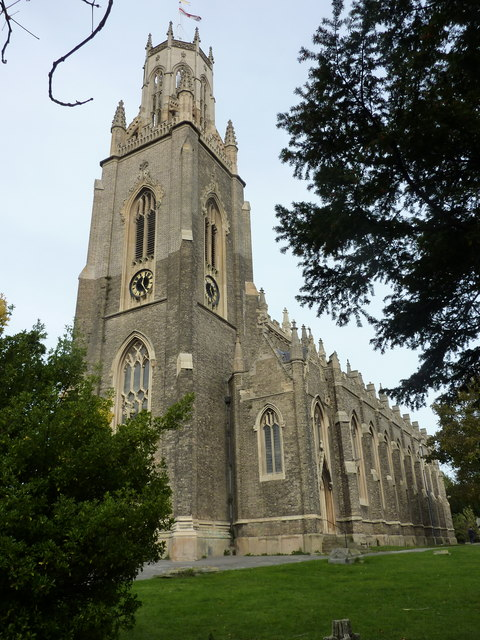
L'église anglicane de Saint-Georges.

## Jumelages
| Ville | Ville                    | Pays | Pays     |
| ----- | ------------------------ | ---- | -------- |
|       | Chimay                   |      | Belgique |
|       | Conflans-Sainte-Honorine |      | France   |
|       | Frederikssund            |      | Danemark |